# PLU
PLUとは、POSシステムにおいて、バーコードに記録されたJANなどの商品コードを読み取ること。Price Look Upの略。
その商品コードがどの商品のものであるかをホストコンピュータの商品マスタから判別し、商品名や価格などをPOSターミナルに送り返すプロセスを指す。